# Stigmella zelkoviella
Stigmella zelkoviella là một loài bướm đêm thuộc họ Nepticulidae. Nó là loài duy nhất được tìm thấy ở Kyushu in Nhật Bản.
Con trưởng thành bay từ the end of tháng 4. There are probably two to three generations per year.
Ấu trùng ăn Zelkova serrata. Chúng ăn lá nơi chúng làm tổ. 